# Curimopsis setosa
Curimopsis setosa là một loài bọ cánh cứng trong họ Byrrhidae. Loài này được Waltl miêu tả khoa học năm 1838.